# 延恩侯
延恩侯（えんおんこう）は、明朝（1368年 - 1644年）の末裔が清朝（1644年 - 1912年）の諸侯に封じられた際に授けられた封号であり、世襲の爵位である。この封号の所持者は明の国姓の朱を名乗ったことから朱侯とも呼ばれた。延恩侯は春と秋に、北京の近くの明の歴代皇帝の陵墓で先祖を祀る祭祀を行った。

## 発端
延恩侯の祖先は、明の初代皇帝朱元璋（洪武帝）の13男の朱桂の子孫で、代王朱彝梃である。朱彝梃は、1642年（崇禎15年）、遼東半島・松山城での戦いで敗れて清に降伏し、八旗鑲白旗に編入させられた。
明朝は漢民族の王朝であり、清朝は中国東北部から来た満州民族による王朝である。明朝が崩壊した後も、多くの漢人は明朝に忠実であり続けた。その後も明の皇族やその支持者による清への抵抗は続き、中国南部には南明と総称される明朝の亡命政権がいくつか存在した。1661年には鄭成功が明の皇族らとともに台湾に渡って抵抗を続けたが、1683年に清によって征圧され、明再興の道は絶たれた。また、明朝の最後の皇帝崇禎帝の息子の朱慈煥は偽名を名乗り潜伏していたが、1708年に清朝に発見され、処刑された 。

## 初代延恩侯
1725年、雍正帝は朱彝梃の孫である朱之璉を正定府の知府に任じる際に一等侯の爵位を授けた。朱之璉が亡くなった後の1750年に一等延恩侯が追贈され、爵位を世襲とした。この名称は、清の皇帝が先の王朝の皇族にも恩を延ばしていたということを表すものである。同時に八旗の上三旗の1つである正白旗に格上げされ、明朝の祭祀を行うことを許されるようになった。ただし、延恩侯は春と秋に行われる祭祀を行うことを許されるも、明朝時代の服を着て祭祀を行うことを許されず、明の正朔を奉ずることも、明の礼制を採用する権利を有さず、当然清朝に対して臣下の礼をとることが義務付けられていたため、その役割はただの墓守に過ぎなかったとされる。この点が、保護された先代王朝の子孫は現王朝に臣下の礼を取らなくてもよい上に様々な権利を有するという、いわゆる二王三恪の制度とは異なるものと見なされている。延恩侯は旗人に編入されたために満州化した漢族としての扱いを受け、明王朝の末裔だという証の朱姓も名簿戸籍の中で使用されるに過ぎなかったとされる。

## 最後の延恩侯
清朝の崩壊につながった辛亥革命の間、漢民族を皇帝にすることを主張する者もいた。その候補として、孔子の子孫の衍聖公とならんで、明の皇帝の子孫である延恩侯も挙げられていた。
最後の延恩侯は朱煜勲である。1912年に清朝は崩壊し、中華民国となっていたが、清の最後の皇帝である溥儀は遜清皇室小朝廷として紫禁城で清朝皇室を維持することを許されており、朱煜勲は紫禁城の側を離れなかった。1924年9月、朱煜勲は溥儀のイギリス人家庭教師、レジナルド・ジョンストンと会った。ジョンストンは著書『紫禁城の黄昏』の中で朱煜勲のことを「未だに真の中国紳士だ」と評している。朱煜勲がジョンストンに渡した名刺には、彼が明の末裔の延恩侯であり、東直門の近くの羊管胡同に住んでいる（明裔延恩侯朱煜勲炳南東直門北小街羊管胡同）と書かれていた。1924年10月の北京政変で紫禁城から退去した後、朱煜勲は天津の日本租界でジョンストンを訪問した。その後、朱煜勲は溥儀を追って東北部へ行った。
1929年、朱煜勲は中華民国の中央政府に援助を請願し、困窮のため自分の職務を遂行することができないと述べた。政府は彼の延恩侯の称号を廃止し、代わりに俸給を支払った。1933年に、政府は明皇帝の陵墓で祖先祭祀を行う義務を完全に終了した。その後の朱煜勲のことは何も知られていない。

## 歴代の延恩侯
以下に歴代の延恩侯を示す。養子縁組は関連する家族間で行われた。
1. 朱之璉 - 1725年に雍正帝により侯爵の爵位を授けられる。1730年に亡くなる。1750年に乾隆帝から延恩侯の爵位が追贈される。
2. 朱震 - 朱之璉の息子
3. 朱紹美 - 朱震の息子
4. 朱儀鳳 - 朱紹美の従子。1777年に称号を継承。
5. 朱毓瑞 - 朱儀鳳の息子。1797年に称号を継承。
6. 朱秀吉 - 朱毓瑞の息子
7. 朱秀祥 - 朱秀吉の弟。1828年に称号を継承。
8. 朱貽坦 - 朱秀祥の族祖父。1836年に称号を継承。
9. 朱書桂 - 朱貽坦の族叔父。1836年に称号を継承。
10. 朱鶴齢 - 朱書桂の養子
11. 朱誠端 - 朱鶴齢の族孫。1869年に称号を継承。
12. 朱煜勲 - 朱誠端の息子。1882年生。1891年に称号を継承。